# Demis Grigoraș
Demis Cosmin Grigoraș, né le 30 juin 1993 à Vaslui, est un joueur de handball roumain évoluant au poste d'arrière droit. Il joue actuellement au SL Benfica et en équipe nationale roumaine.

## Biographie
Demis Grigoraș débute le handball dans sa ville de naissance, Vaslui. Très vite, il rejoint le HC Caraș–Severin où il arrive jusqu'à l'équipe première et connaît déjà quelques matches européens en Coupe Challenge (C4). Il part ensuite au SCM Politehnica Timișoara avant de signer en Hongrie au Tatabánya KC, club habitué aux places d'honneur derrière les géants hongrois Veszprém et Szeged. Il participe à plusieurs reprises à la Coupe de l'EHF (C3).
En janvier 2019, le Chambéry SMBH annonce son recrutement pour deux ans.

## Palmarès

### En club
Compétitions nationales
- Championnat de Hongrie :
  - Troisième : 2017, 2018
- Championnat de Roumanie :
  - Troisième : 2016

Compétitions internationales
- Vainqueur de la Ligue européenne (C3) (1) : 2022